# Zbojné
Zbojné este o comună slovacă, aflată în districtul Medzilaborce din regiunea Prešov. Localitatea se află la altitudinea de 265 m deasupra n.m., se întinde pe o suprafață de 18,16 km2 și în 2017 număra 171 de locuitori.

## Istoric
Localitatea Zbojné este atestată documentar din 1463.

## Demografie
| An:                | 1994 | 2004    | 2014 | 2024   |
| ------------------ | ---- | ------- | ---- | ------ |
| Număr de persoane: | 265  | 200     | 178  | 161    |
| Diferență:         |      | −24,52% | −11% | −9,55% |

| An:                | 2023 | 2024   |
| ------------------ | ---- | ------ |
| Număr de persoane: | 159  | 161    |
| Diferență:         |      | +1,25% |